# Cheiramiona langi
Cheiramiona langi là một loài nhện trong họ Miturgidae.
Loài này thuộc chi Cheiramiona. Cheiramiona langi được miêu tả năm 2003 bởi Lotz.